# 排塘站
排塘站是位于浙江省建德市大慈岩镇的一个铁路车站，有金千铁路经过，邮政编码311613。车站建于1968年2月:362，2005年1月停办客运业务:391。
排塘站隶属上海铁路局，是四等站，现仅办理货运业务。车站设有4851专用线通往解放军83515部队:166。车站及其上下行区间均未电气化，距离金华站46公里。